# Rijksuniversitair Centrum Antwerpen
Rijksuniversitair Centrum Antwerpen, afgekort: RUCA was van 1965 tot 2003 een Vlaamse universiteit. In 2003 ging ze op in de Universiteit Antwerpen.

## Geschiedenis
Het RUCA werd opgericht door de wet van 9 april 1965 met betrekking tot de universitaire expansie. Groot pleitbezorger was de toenmalige Antwerpse burgemeester Lode Craeybeckx.
De nieuwe universiteit werd opgebouwd rond drie bestaande instellingen: de Rijkshandelshogeschool, de Koloniale Hogeschool en het Hoger Instituut voor Vertalers en Tolken (HIVT). Het RUCA werd ondergebracht in de gebouwen van de voormalige Koloniale Hogeschool nabij het Middelheimpark.
Van 1979 tot 2003 vormde het RUCA samen met de Ufsia en de UIA de Universiteit Antwerpen, een confederatie van de drie Antwerpse universitaire instellingen.
In 1991 werd de naam van het RUCA officieel veranderd in Universitair Centrum Antwerpen, aangezien onderwijs een Vlaamse bevoegdheid was geworden.  De afkorting RUCA werd echter verder gebruikt.
Op 1 oktober 2003 werden de drie universitaire instellingen samengevoegd tot de Universiteit Antwerpen. De RUCA-campus werd onderverdeeld in twee campussen: de Campus Middelheim en de Campus Groenenborger.

## Faculteiten en studierichtingen
Bij de oprichting werd beslist dat het RUCA een volwaardige faculteit Toegepaste Economische Wetenschappen (TEW) zou organiseren met diploma's kandidaat, licentiaat, handelsingenieur en doctor. Daartoe werd de in 1852 opgerichte Rijkshandelshogeschool omgevormd.
Nieuw waren de faculteiten wetenschappen en geneeskunde, die oorspronkelijk één faculteit wetenschappen vormden. Zij mochten slechts de kandidaturen wiskunde, natuurkunde, scheikunde, biologie, geneeskunde, farmaceutische wetenschappen, diergeneeskunde en tandheelkunde organiseren. Behalve voor diergeneeskunde en tandheelkunde konden de studenten sinds 1971 hun studies afronden aan de UIA. In 1993 werd de infrastructuur van het departement tandheelkunde bijna volledig vernield door een brand. Deze zwak bezette studierichting werd daarop afgebouwd en vervangen door de richting biomedische wetenschappen. De onderwijsbevoegdheid van het RUCA werd ook uitgebreid met de kandidaturen informatica en bio-ingenieur.
De Koloniale Hogeschool, die in 1949 al was omgedoopt tot het Universitair Instituut voor Overzeese Gebieden en in 1961 zijn activiteiten had stopgezet, werd samen met de afdeling internationale samenwerking van de Rijkshandelshogeschool in het RUCA opgenomen als College voor Ontwikkelingslanden.
Ook het Hoger Instituut voor Vertalers en Tolken (HIVT) werd in het RUCA ondergebracht, maar de door het instituut uitgereikte diploma's waren niet van universitair niveau.

## Rectoren
- 1965-1977: Lucien Massart
- 1977-1981: Marie De Groodt-Lasseel
- 1981-1985: Gustaaf Van Rompu
- 1985-1989: Wilfried Dierick
- 1989-2001: Walter Decleir
- 2001-2003: Alain Verschoren